# 미생물막

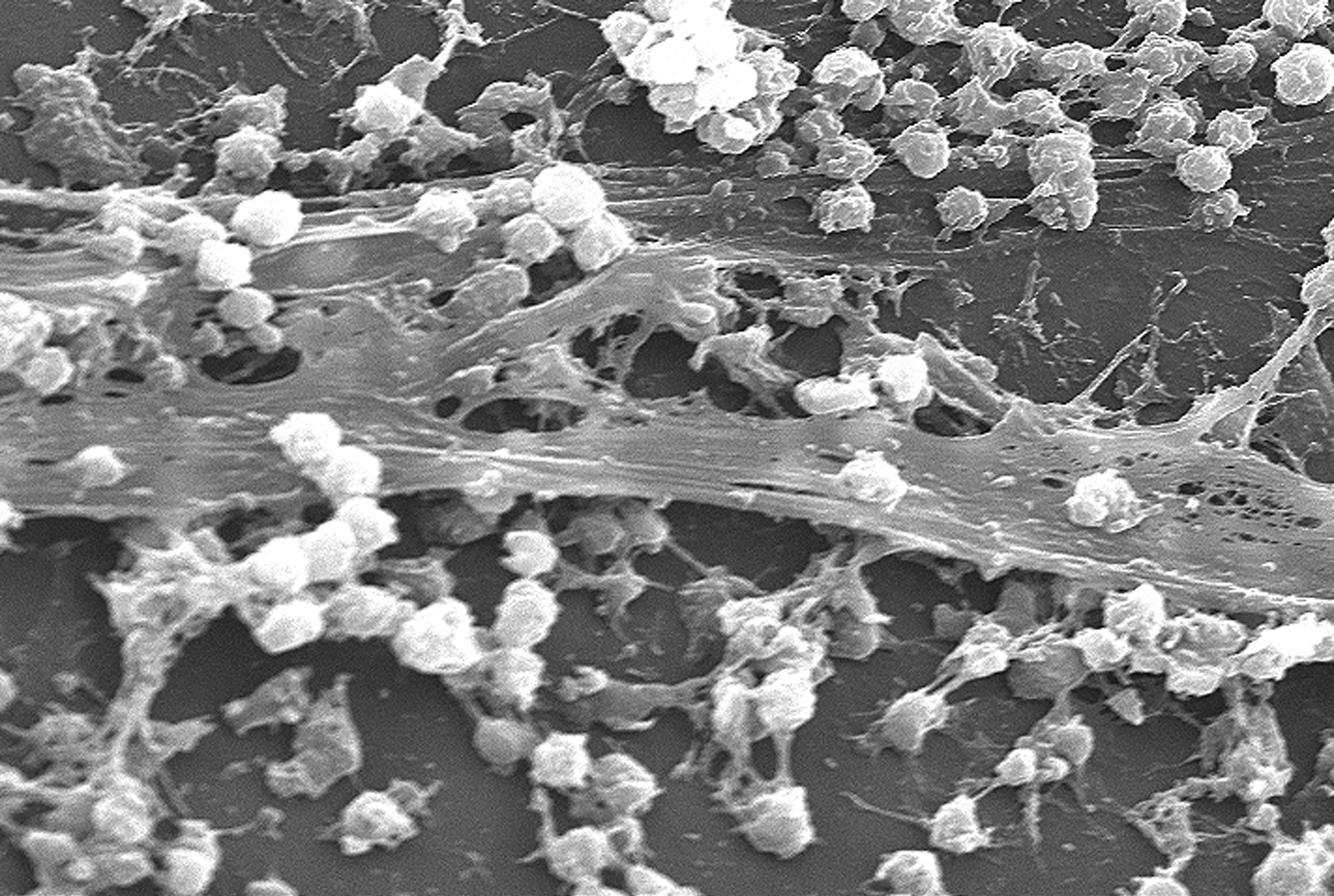
카테터에 서식하는 황색포도상구균의 미생물막

미생물막(微生物膜, 영어: biofilm)은 미생물의 집합체로, 부착표면에 미생물 세포들이 서로 달라붙은 것이다. 생물막(生物膜)이라고도 한다. 이러한 세포들은 종종 스스로 생산한 세포 외 고분자물질의 망 내부에 조밀하게 끼워져 있다. 미생물막 세포 외 고분자물질은 세포 외부의 유전자, 단백질, 다당류로 이루어진 고분자 복합체이다. 미생물막은 생물 또는 무생물의 표면에 형성될 수 있으며, 산업 시설이나 병원 등 환경공학적으로 널리 사용될 수 있다. 미생물막에서 자라는 미생물 균체는 생리학적으로 액체 배양액에 떠 있거나 헤엄치는 부유성 생물의 단일 세포 또는 활성슬러지와는 구별된다.
미생물들은 여러 요소들에 반응하여 미생물막을 형성하는데, 그 예로는 표면의 특정 또는 불특정 부착 부위의 세포의 인식, 영양 신호, 또는 경우에 따라서는 부유성 원생생물 등을 포함하는 고착성 원생생물이 환경에 노출되었을 때가 있다. 미생물막의 박테리아는 영양분을 공유할 수 있으며 건조한 환경, 항생제나 숙주 신체의 면역계와 같은 환경의 유해 요인으로부터 보호 기능을 한다. 미생물막은 일반적으로 자유롭게 이동하는 박테리아가 표면에 부착될 때 형성되기 시작한다.

## 기원
미생물막은 원시 지구에서 원핵생물의 방어 기전으로 발생했을 것으로 추정되는데, 당시의 조건은 생존하기에 너무 가혹했기 때문이다. 미생물막은 지구 화석 기록(약 32억 5000만 년 전)에서 존재한 고세균과 박테리아 등 매우 초기에 발견될 수 있으며 일반적으로 원핵 세포에 항상성을 제공하여 세포 사이의 복잡한 상호 작용의 발달을 촉진하여 원핵세포를 보호한다.

## 발생

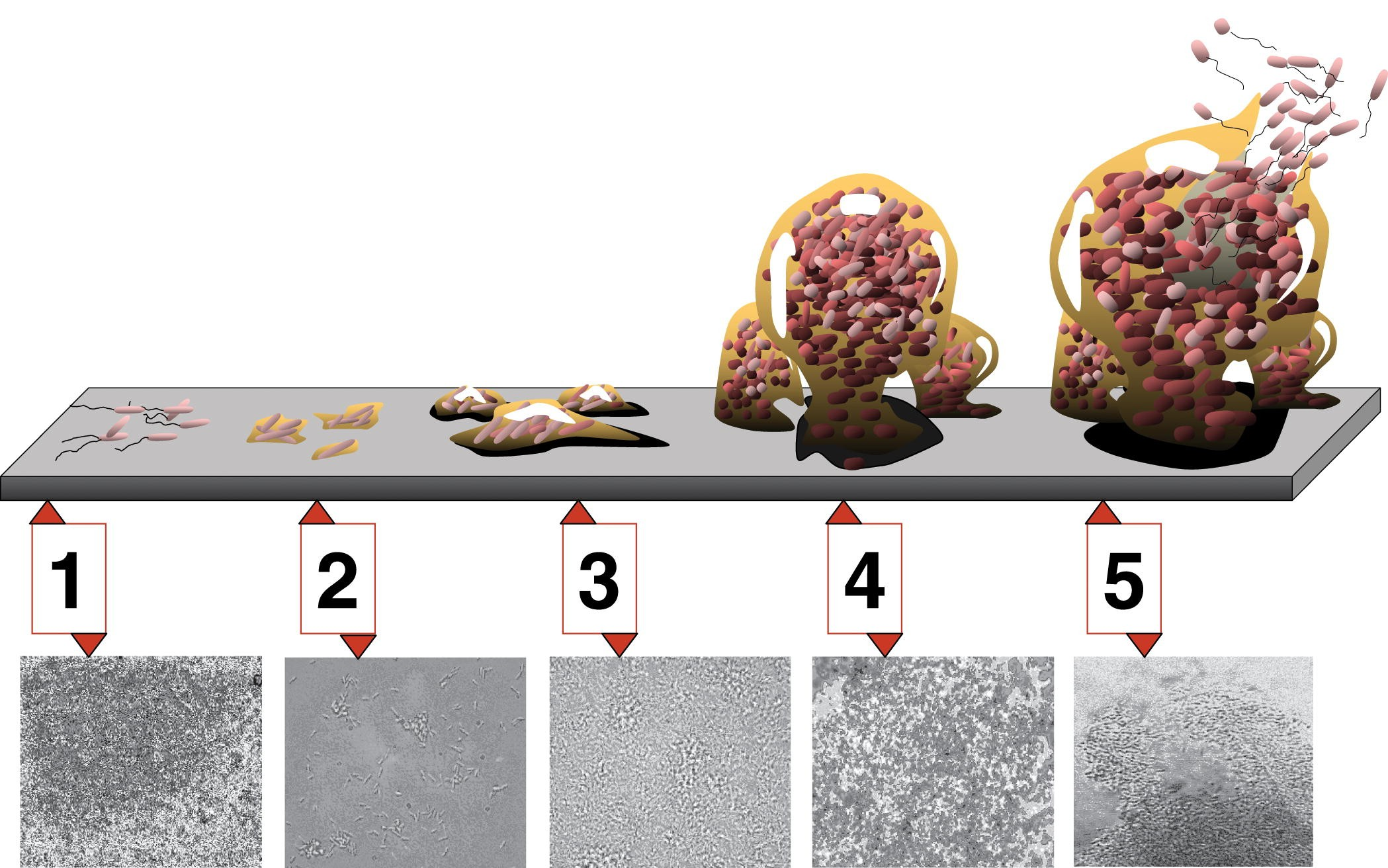
미생물막 형성의 5단계 본 다이어그램에서 각 발달 단계는 발생 중인 녹농균 생물막의 현미경 사진과 매치된다. 모든 현미경 사진은 동일한 축척이다.

미생물막은 미생물 발달 과정의 산물이다. 이 과정은 아래 그림처럼 5단계로 요약할 수 있다.
1. 초기 부착(Initial attachment)
2. 비가역적 부착(Irreversible attachment)
3. 성숙I(Maturation I)
4. 성숙II(Maturation II)
5. 분산(Dispersion)

### 초기 부착
미생물막의 형성은 표면에 자유롭게 떠 있는 미생물의 초기 부착(Initial attachment)으로 시작된다. 미생물막의 첫 번째 균락 박테리아는 약한 반데르발스 힘과 소수성 효과에 의해 초기에 표면에 부착될 수 있다.

### 비가역적 부착, 성숙
균락의 균이 표면에서 즉시 분리되지 않으면 필리와 같은 세포 접착 구조를 사용하여 더 영구적으로 정착할 수 있다. 무산소 지하수에 서식하는 독특한 고세균군은 하미(hami)라고 불리는 유사한 구조를 가지고 있다. 각 하무스(hamus)는 서로 또는 표면에 부착하는 데 사용되는 3개의 갈고리 부착물이 있는 긴 튜브로 균락을 돕는다. 고온성 고세균인 Pyrobaculum calidifontis는 박테리아 미생물막 안정성에 기여하는 박테리아 미생물막의 세포외기질의 주요 구성 요소인 박테리아 TasA 필라멘트와 상동인 번들링 필리를 생성한다. TasA 상동체는 다른 많은 고세균에 의해 암호화되어 있으며, 이는 세균과 고세균 미생물막 사이의 기계적 유사성과 진화적 연결을 시사한다. 또한 미생물막의 특징 중 하나인 소수성은 박테리아가 미생물막을 형성하는 능력에 영향을 줄 수 있다. 박테리아의 증가된 소수성은 기질과 박테리아 사이 반발력을 감소시킨다. 일부 박테리아 종은 제한된 운동성으로 인해 자체적으로 표면에 성공적으로 부착할 수 없지만 대신 매트릭스에 스스로를 고정하거나 다른 초기 균락에 직접 고정할 수 있다. 비운동성 박테리아는 운동성 박테리아만큼 쉽게 표면을 인식하거나 함께 뭉칠 수 없다.
표면 집락화 동안 박테리아 세포는 N-아실 호모세린 락톤(AHL)과 같은 정족수 감지(QS) 생산물을 사용하여 통신할 수 있다. 일단 균락화가 시작되면 미생물막은 세포 분열과 모집의 조합에 의해 성장한다. 다당류 기질은 일반적으로 박테리아 미생물막을 둘러싸고 있다. 기질 엑소폴리사카라이드는 포식자 탐지를 방지하고 박테리아 생존을 보장하기 위해 미생물막 내에 QS 자가유도제를 가둘 수 있다. 다당류 외에도 이러한 기질에는 미네랄, 토양 입자, 적혈구, 피브린과 같은 혈액 성분이 있으며, 뿐만 아니라 이에 국한되지 않는 주변 환경의 물질도 기질에 포함될 수 있다. 미생물막의 발달은 응집 세포 군체(또는 군체)가 점점 더 내성이 생기거나 항생제에 내성을 갖도록 할 수 있다. 세포 간 통신 또는 정족수 감지는 여러 박테리아 종에서 미생물막 형성에 관여하는 것으로 나타났다.

### 분산
미생물막 형성의 마지막 단계는 분산으로 알려져 있으며 미생물막이 형성되고 모양과 크기만 변할 수 있는 단계이다. 미생물막은 몇몇 개척자 세포가 특수 화학 고리를 사용하여 표면에 부착하며 시작되고, 이러한 개척자 세포들은 표적 표면을 개조하여 후발 세포들이 정착하는데 도움을 준다. 후발 세포는 미생물막을 복잡하고 구조화된 필름으로 성숙시키는 역할을 맡는다.
미생물막 균락에서 세포의 분산은 미생물막 수명 주기의 필수 단계이다. 분산은 미생물막이 새로운 표면을 퍼뜨리고 균락화할 수 있도록 한다. dispersin B 및 deoxyribonuclease와 같은 미생물막 세포외기질을 분해하는 효소는 미생물막 분산에 기여할 수 있다. 미생물막 기질을 분해하는 효소는 항미생물막 제제로 유용할 수 있다. 연구에 따르면 지방산 전달자인 cis-2-decenoic acid가 분산을 유도하고 미생물막 집락의 성장을 억제할 수 있다. 녹농균에 의해 분비되는 이 화합물은 여러 종의 박테리아와 효모 칸디다 알비칸스(Candida albicans)에서 사이클로 이형 세포를 유도한다. 산화질소는 독성이 없는 농도에서 여러 박테리아 종의 미생물막 분산 또한 유발하는 것으로 나타났다. 산화질소는 미생물막으로 인한 만성 감염이 있는 환자의 치료제로 잠재력이 있다.
일반적으로 미생물막에서 분산된 세포는 즉시 플랑크톤 성장 단계에 들어간다고 가정했다. 그러나 연구에 따르면 녹농균 미생물막에서 분산된 세포의 생리적 현상은 플랑크톤 및 미생물막 세포의 생리적 현상과 크게 다르다. 따라서 분산 과정은 미생물막에서 박테리아의 플랑크톤 생활 방식으로 전환하는 동안 독특한 단계이다. 분산된 세포는 대식세포와 예쁜꼬마선충에 대해 독성이 높지만 플랑크톤 세포에 비해 철 스트레스에 매우 민감한 것으로 밝혀졌다.

## 구조

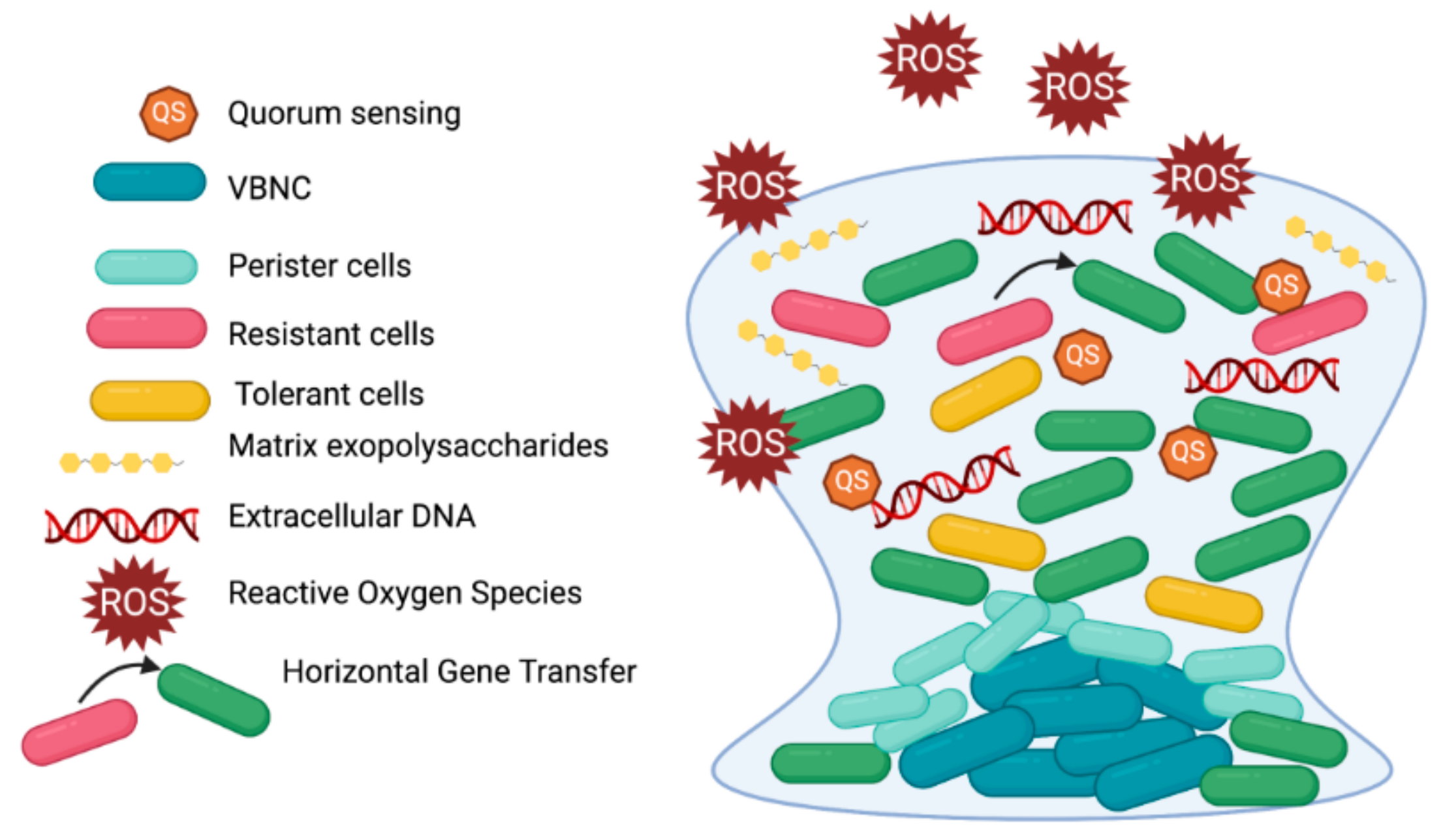
성숙된 생물막 구조

생물막은 이질적인 환경과 다양한 하위 개체군이 특징적이다. 생물막 구조는 대사 활성(저항성 및 내성 모두) 및 비활성 세포(생존하지만 배양할 수 없는 세포)와 다당류, 세포 외 DNA 및 단백질로 구성된 중합체 매트릭스로 구성된다. 생물막의 성장은 증가된 수준의 돌연변이와, 밀집된 조밀한 구조로 인해 촉진되는 수평 유전자 전달과 관련이 있다. 생물막의 박테리아는 쿼럼 센싱(quorum sensing)을 통해 의사소통하며, 이는 독성 인자 생성에 참여하는 유전자를 활성화한다.

## 속성
미생물막은 일반적으로 수용액에 잠겨 있거나 수용액에 노출된 고체 기질에서 발견되지만 특히 습도가 높은 기후에서는 액체 표면과 잎 표면에 떠 있는 매트로 형성될 수 있다. 성장을 위한 충분한 자원이 주어지면 미생물막은 육안으로 볼 수 있는 거시적으로 빠르게 성장할 것이다. 미생물막에는 다양한 유형의 미생물이 포함될 수 있다. 박테리아, 고세균, 원생동물, 균류 및 조류 등의 각 그룹은 특수 대사 기능을 수행한다. 그러나 일부 유기체는 특정 조건에서 단일 종만으로 필름을 형성한다. 미생물막 내의 사회 구조(협력/경쟁)는 기존에 존재한 다른 종에 크게 의존한다.

### 세포 외 고분자물질
세포 외 고분자물질, 이하 EPS는 엑소폴리사카라이드, 단백질 및 핵산으로 구성된다. EPS의 많은 부분이 다소 강하게 수화되지만 소수성 EPS도 발생한다. 한 가지 예는 다양한 미생물에 의해 생산되는 셀룰로오스이다. 이 매트릭스는 그 안에 있는 세포를 감싸고 생화학적 신호와 유전자 교환을 통해 세포 간의 의사소통을 촉진한다. EPS 층은 또한 세포 외 효소를 포획하여 세포에 가깝게 유지한다. 따라서 매트릭스는 외부 소화 시스템을 나타내며 다른 종의 안정적인 시너지 마이크로컨소시엄을 허용한다. 일부 미생물막은 영양분과 신호 분자를 분배하는 데 도움이 되는 수로를 포함하는 것으로 밝혀졌다. 이 매트릭스는 특정 조건에서 미생물막이 화석화될 수 있을 만큼 충분히 강하다. 예를 들자면 스트로마톨라이트 같은 경우가 있다.
미생물막에 서식하는 박테리아는 일반적으로 동일한 종의 자유 부유 박테리아와 상당히 다른 특성을 가지고 있다. 막의 조밀하고 보호된 환경에서 다양한 방식으로 협력하고 상호 작용할 수 있기 때문이다. 이 환경의 한 가지 이점은 조밀한 세포외기질과 세포의 외부층이 공동체 내부를 보호하기 때문에 세제와 항생제에 대한 내성이 증가한다는 것이다. 어떤 경우에는 항생제 내성이 5,000배까지 증가할 수 있다. 측면 유전자 전달은 종종 세균 및 고세균 미생물막 내에서 촉진되고 보다 안정적인 미생물막 구조로 이어진다. 세포 외 DNA는 다양한 미생물 미생물막의 주요 구조적 구성요소이다. 세포 외 DNA의 효소적 분해는 미생물막 구조를 약화시키고 표면에서 미생물 세포를 방출할 수 있다.
그러나 미생물막이 항상 항생제에 덜 민감한 것은 아니다. 예를 들어, 녹농균의 미생물막 형태는 고정상 플랑크톤 세포보다 항균제에 대한 내성이 크지 않지만, 미생물막이 대수상 플랑크톤 세포와 비교할 때 미생물막은 항균제에 대한 내성이 더 크다. 정지상 세포와 미생물막 모두에서 항생제에 대한 이러한 내성은 지속 세포의 존재 때문일 수 있다.

## 서식지
미생물막은 유기체의 어디에나 존재한다. 거의 모든 종류의 미생물은 표면과 서로에 부착할 수 있는 메커니즘을 가지고 있다. 미생물막은 비멸균 수성 또는 습한 환경에서 거의 모든 비흘림 표면에 형성된다. 미생물막은 가장 극한의 환경에서도 자랄 수 있다. 예를 들어 매우 뜨겁고 염도가 높은 온천수에서 매우 산성에서 매우 알칼리성, 얼어붙은 빙하에 이르기까지 다양하다.
미생물막은 대부분의 개울이나 강의 바닥에 있는 바위와 자갈에서 발견할 수 있으며 종종 고인 물 웅덩이의 표면에 형성된다. 미생물막은 강과 하천의 먹이 사슬의 중요한 구성 요소이며 많은 물고기가 먹이를 먹는 수생 무척추 동물이 방목한다. 미생물막은 식물의 표면과 내부에서 발견된다. 그들은 작물 질병에 기여하거나 뿌리 결절에 질소 고정 rhizobia의 경우와 같이 식물과 공생적으로 존재할 수 있다. 미생물막과 관련된 작물 질병의 예로는 감귤병, 포도의 피어스병, 고추 및 토마토와 같은 식물의 세균성 반점이 있다.

### 여과 필터
하수 처리 작업의 여과 필터는 침전된 하수에서 오염 물질을 매우 효과적으로 제거한다. 그들은 매우 큰 표면적을 갖도록 설계된 단단한 재료의 베드 위에 액체를 살포하여 작동한다. 오염 물질을 흡수, 흡착 및 대사하는 복잡한 미생물막이 배지 표면에 형성된다. 미생물막은 빠르게 성장하고 너무 두꺼워져 매체에 대한 그립을 유지할 수 없게 되면 씻어내고 새로 성장한 막으로 대체된다. 씻겨나간(슬러프 된) 필름은 액체 흐름에서 침전되어 고도로 정제된 유출물을 남긴다.

### 완속 모래 필터
완속 모래 필터는 음용 제품을 생산하기 위해 원수를 처리하기 위한 정수에 사용된다. 그들은 미세한 모래 층의 맨 위 몇 밀리미터에서 하층층 또는 슈무츠데케(Schmutzdecke)라고 불리는 미생물막의 형성을 통해 작동한다. 슈무츠데케는 10-20일 동안 형성되며 박테리아, 균류, 원생동물, 로티페라 및 다양한 수생 곤충 유충으로 구성된다. 상피 미생물막이 노화됨에 따라 더 많은 조류가 발생하는 경향이 있으며 일부 선천동물, 달팽이 등 더 큰 수생 유기체가 존재할 수 있다. 표면 미생물막은 음용수 처리에서 효과적인 정화를 제공하는 층이며, 밑에 있는 모래는 이 생물학적 처리 층을 위한 지지 매체를 제공한다. 물이 지하 생물층을 통과함에 따라 이물질 입자가 점액질 표면에 포획되고 가용성 유기 물질이 흡착된다. 오염 물질은 박테리아, 곰팡이 및 원생 동물에 의해 대사된다. 예시적인 완속 모래 필터에서 생성된 물은 90-99% 박테리아 세포 수 감소로 우수한 품질을 가진다.

### 근권
식물에 유익한 미생물은 식물 성장을 촉진하는 리조박테리아로 분류할 수 있다. 리조박체리아와 같은 식물 성장 촉진제는 식물의 뿌리에 서식하며 질소 고정, 병원체 억제, 항진성, 유기 물질의 분해 등 숙주에게 유익한 기능을 광범위하게 제공한다. 이러한 기능 중 하나는 유도 전신 저항(ISR) 또는 병원성 미생물에 의해 유발된 유도 전신 반응(병원체 유발 전신 획득 저항)을 통한 병원성 토양 매개 박테리아 및 진균에 대한 방어이다. 식물 삼출물은 숙주 특정 박테리아가 군집을 형성하도록 하는 화학적 신호로 작용한다. 리조박테리아 균락화 단계에는 균락화와 성장이 포함된다. 유익하고 미생물막을 형성하는 것으로 밝혀진 박테리아에는 Bacillus, Pseudomonas, Azospirillum이 포함된다.
근권(Rhizosphere)의 미생물막은 종종 병원체 또는 식물 유도 전신 저항을 초래한다. 박테리아 표면의 분자 특성은 식물 숙주에서 면역 반응을 일으킨다. 이러한 미생물 관련 분자는 식물 세포 표면의 수용체와 상호 작용하고 여러 유전자좌에서 여러 다른 유전자를 포함하는 것으로 생각되는 생화학적 반응을 활성화한다. 여러 다른 신호 분자가 유도된 전신 반응과 자스몬산 및 에틸렌과 같은 병원체에 의한 전신 반응 모두에 연결되어 있다. 식물 세포에는 병원체가 구성 요소로 인식하는 박테리아 편모 및 지질 다당류와 같은 세포 외피 구성 요소가 있다. Pseudomonas에 의해 생성된 특정 철 대사 산물은 또한 유도된 전신 반응을 생성하는 것으로 나타났다. 미생물막의 이러한 기능은 식물이 병원체에 대한 더 강한 저항력을 구축하는 데 도움이 된다.
미생물막을 형성하는 PGPR에 의해 균락화된 식물은 전신 저항을 얻었고 병원체로부터 자신을 방어할 수 있게 되었다. 이것은 병원체로부터 식물을 방어하기 위해 작용하는 단백질 생산에 필요한 유전자가 발현되었고 식물이 병원체와 싸우기 위해 방출하는 화합물을 비축했음을 의미한다. 프라이밍된 방어 시스템은 병원체에 의해 유발된 감염에 반응하는 데 훨씬 더 빠르며 병원체가 스스로 정착하기 전에 방향을 전환할 수 있다. 식물은 리그닌의 생산을 증가시켜 세포벽을 강화하고 병원체가 세포로 침투하는 것을 어렵게 만드는 동시에 이미 감염된 세포의 영양분을 차단하여 침입을 효과적으로 차단한다. 병원균의 성장을 방지하는 파이토알렉신, 키티나제 및 프로테이나제 억제제와 같은 항균 화합물을 생성하기도 한다. 이러한 질병억제 및 병원균 저항성의 기능은 궁극적으로 농업생산을 증가시키고 질병으로 인한 농작물 손실을 감소시키기 때문에 화학농약, 제초제, 살균제의 사용을 감소시킨다. 그러나 이와 같은 유도된 전신 저항성과 병원체에 의한 전신 획득 저항성은 미생물막의 잠재적인 기능이며 위험한 화학 물질을 사용하지 않은 상태에서도 질병 억제 효과가 있기 때문에 사용에 주의가 필요하다.

### 포유류의 내장
2003년의 연구에 따르면 면역 체계가 대장의 미생물막 발달을 지원한다는 사실이 밝혀졌다. 주로 면역계에 의해 가장 풍부하게 생성되는 두 분자가 미생물막 생성을 지원하고 장에서 발달된 미생물막과 관련되어 있기 때문에 이 주장은 더 힘을 얻었다. 이 연구는 충수가 대량의 박테리아 미생물막을 보유하고 있기에 중요하다. 이 발견은 충수의 기능이 무엇인지에 대한 가설 중 하나인, 충수가 장에 좋은 장내 세균총을 재접종하는데 도움이 될 수 있다는 내용과 연관이 있다. 그러나 장내 미생물막의 변형되거나 파괴된 상태는 염증성 장 질환 및 결장직장암과 같은 질병과 관련이 있다.

### 인간 환경
인간 환경에서 미생물막은 번식할 수 있는 습하고 따뜻한 환경을 제공하기 때문에 소나기에서 매우 쉽게 자랄 수 있다. 미생물막은 상하수도관 내부에 형성되어 막힘 및 부식을 일으킬 수 있다. 바닥과 카운터에서 음식 준비 구역의 위생을 어렵게 만들 수 있다. 토양에서는 생물학적 막힘을 유발할 수 있다. 냉각 또는 가열 수 시스템에서 열 전달을 줄이는 것으로 알려져 있다. 해양 석유 및 가스 산업의 파이프라인과 같은 해양 엔지니어링 시스템의 미생물막은 심각한 부식 문제를 일으킬 수 있다. 부식은 주로 비생물적 요인으로 인한 것이다. 그러나 일부 부식은 금속 표면에 부착된 미생물에 의해 발생한다(즉, 미생물의 영향을 받는 부식).

### 선박 오염
보트 선체에 대한 박테리아 부착은 항해 선박의 생물학적 오염의 기초 역할을 한다. 박테리아 필름이 형성되면 따개비와 같은 다른 해양 생물이 더 쉽게 부착된다. 이러한 오염은 최대 선박 속도를 최대 20%까지 감소시켜 항해를 연장하고 연료를 소비할 수 있다. 재조립 및 재도장을 하는 동안 선박 자산의 생산성을 감소시키고 선박의 선체에서 해양 생물의 부식 및 기계적 제거(스크레이핑)로 인해 선박의 수명도 단축된다.

### 스트로마톨라이트
스트로마톨라이트는 미생물 미생물막, 특히 시아노박테리아에 의한 퇴적 입자의 포획, 결합 및 접합에 의해 얕은 물에서 형성된 층상 부착 구조이다. 스트로마톨라이트는 지구상에서 가장 오래된 생명체의 기록을 포함하고 있으며 오늘날에도 여전히 형성되고 있다.

### 치태
인체 내에서 미생물막은 치아에 치태로 존재하여 충치 및 잇몸 질환을 유발할 수 있다. 이러한 미생물막은 치과 기구로 제거할 수 있는 석회화되지 않은 상태이거나 제거하기 더 어려운 석회화된 상태일 수 있다. 제거 기술에는 항균제가 포함될 수도 있다.
치태는 치아에 달라붙는 구강 미생물막으로, 타액 중합체와 미생물의 세포 외 물질에 박혀 있는 여러 종류의 박테리아와 진균(예: 충치균 또는 Candida albicans)으로 구성된다. 미생물이 축적되면 치아와 치은 조직이 고농도의 세균 대사 물질에 노출되어 치아 질환이 발생한다. 치아 표면의 미생물막은 산화 스트레스와 산성 스트레스를 자주 받는다. 식이 탄수화물은 구강 미생물막의 pH를 4 이하(산성 스트레스)로 극적으로 감소시킬 수 있다. 37°C의 체온에서 pH4는 DNA의 탈퓨린화를 일으켜 DNA에 아퓨린(AP) 부위를 남기고 특히 구아닌이 손실된다.
치태 미생물막이 시간이 지남에 따라 발생하면 치아 우식증이 발생할 수 있다. 치아 미생물막 내의 균형 잡힌 개체군에서 멀어지는 생태학적 변화는 환경이 우호적일 때 우세하기 시작하는 특정(충치 유발) 미생물 개체군에 의해 주도된다. 산성, 산성, 우식성 미생물 집단으로의 이동은 발효성 탄수화물의 빈번한 섭취에 의해 발생하고 유지된다. 미생물막의 활성 이동(및 치아 표면의 미생물막 내 산 생성)은 탈회와 재광화 사이의 불균형과 관련되어 치아 경조직(법랑질 다음 상아질) 내 순 무기질 손실, 징후 및 증상 우식병이 되는 것. 치태 미생물막이 성숙하는 것을 방지하거나 우식을 유발하지 않는 상태로 되돌림으로써 치아 우식을 예방하고 억제할 수 있다. 이것은 발효 가능한 탄수화물(즉, 설탕 섭취)의 공급을 줄이고 미생물막을 자주 제거하는(칫솔질) 행동 단계를 통해 달성할 수 있다.

#### 세포간 연결
충치균의 펩티드 페로몬 정족수 감지 신호 시스템에는 유전적 능력을 제어하는 능력 자극 펩티드(CSP)가 포함된다. 유전적 능력은 세포가 다른 세포에서 방출된 DNA를 흡수하는 능력이다. 능력은 유전적 변형, 즉 성적 상호작용의 한 형태로, 높은 세포 밀도 및 스트레스가 있는 조건에서 선호되며, 능력이 있는 세포와 근처 기증자 세포에서 방출된 DNA 사이의 상호작용에 대한 최대 기회가 있는 조건에서 선호된다. 이 시스템은 충치균 세포가 활발하게 성장하는 미생물막에 존재할 때 최적으로 발현된다. 미생물막으로 성장한 충치균 세포는 액체에 부유하는 자유 부유 플랑크톤 세포로 성장하는 충치균보다 10-600배 더 빠른 속도로 유전적으로 형질전환된다.
충치균 및 관련 구강 연쇄상 구균을 포함하는 미생물막이 산성 스트레스를 받으면 능력 레굴론이 유도되어 산에 의해 사멸되는 저항성을 유발한다. Michod et al.이 지적한 바와 같이, 박테리아 병원체의 형질전환은 DNA 손상의 효과적이고 효율적인 재조합 복구를 제공할 가능성이 높다. 충치균은 부분적으로 능력과 변형에 의해 제공되는 재조합 복구를 통해 구강 미생물막의 빈번한 산 스트레스에서 살아남을 수 있는 것으로 보인다.

#### 포식-피식자 연결
토양에 서식하는 선충인 예쁜꼬마선충과 같은 미생물막과 박테리아 사이의 포식자-먹이 상호작용은 광범위하게 연구되었다. Yersinia pestis 미생물막은 끈적끈적한 기질의 생성과 응집체의 형성을 통해 예쁜꼬마선충의 입을 막아 섭식을 방지할 수 있다. 더욱이, 녹농균 미생물막은 '늪지 표현형(quagmire phenotype)'이라고 하는 예쁜꼬마선충의 미끄러짐 운동 기능을 방해할 수 있다. 이는 미생물막 내에 예쁜꼬마선충이 갇히게 만들며, 감수성 미생물막을 섭식하는 선충의 탐색을 방지할 수 있다. 이것은 포식자의 먹이 및 번식 능력을 현저히 감소시켜 미생물막의 생존을 촉진했다.

## 분류학적 다양성
그람 양성균 및 그람 음성균을 비롯한 많은 다른 세균이 미생물막을 형성한다. 남조류도 수중 환경에서 미생물막을 형성한다.
미생물막은 식물에 서식하는 박테리아에 의해 형성된다. Pseudomonas putida, Pseudomonas fluorescens 등의 pseudomonads는 잎, 뿌리 및 토양에서 발견되는 일반적인 식물 관련 박테리아이며 대부분의 자연 분리균은 미생물막을 형성한다. Rhizobium leguminosarum, Sinorhizobium meliloti와 같은 콩과 식물의 여러 질소 고정 공생자는 콩과 식물 뿌리 및 기타 불활성 표면에 미생물막을 형성한다.
박테리아와 함께 미생물막은 고세균과 진핵생물(예: 진균), Cryptococcus laurentii, 미세조류에 의해 생성된다. 미세조류 중에서 미생물막의 주요 조상 중 하나는 전 세계적으로 해양 환경에 서식하는 규조류이다.
질병 관련 미생물막 및 진핵생물에서 발생하는 미생물막의 다른 종에 대해서는 아래 문단을 참조하라.

## 전염병
미생물막은 모든 감염의 80%로 추정되는 신체의 다양한 미생물 감염에 관여하는 것으로 밝혀졌다. 미생물막이 관련되어 있는 감염으로는 세균성 질염, 요로 감염, 카테터 감염, 중이염, 치태 형성, 치은염, 코팅 콘택트 렌즈와 같은 일상적인 질환도 있다. 그러나 심내막염, 낭포성 섬유증의 감염, 관절 보철물, 심장 판막 및 추간판과 같은 치명적인 감염도 있다. 미생물막의 첫 번째 증거는 척추 수술 후에 기록되었다. 감염의 임상적 표현이 없는 경우, 함침된 박테리아가 임플란트 주위에 미생물막을 형성할 수 있으며 이 미생물막은 면봉을 포함한 현대 진단 방법을 통해 감지되지 않은 채로 남아 있을 수 있다. 임플란트 미생물막은 "무균" 가관절증의 경우에 자주 존재한다. 더욱이, 박테리아 미생물막은 피부 상처 치유를 손상시키고 감염된 피부 상처를 치유하거나 치료하는 데 있어 국소 항균 효율을 감소시킬 수 있다. 미생물막 내 녹농균 세포의 다양성은 낭포성 섬유증 환자의 감염된 폐를 치료하는 것을 더 어렵게 만드는 것으로 생각된다. 상처의 미생물막을 조기에 발견하는 것은 성공적인 만성 상처 관리에 매우 중요하다. 상처에서 플랑크톤 박테리아를 식별하기 위해 많은 기술이 개발되었지만 박테리아 미생물막을 빠르고 정확하게 식별할 수 있는 기술은 거의 없다. 적시에 치료를 시작할 수 있도록 환자의 바로 옆에서 미생물막 군락을 식별하고 모니터링하는 수단을 찾기 위한 향후 연구가 필요하다.
만성 부비동염 수술을 받는 환자의 80%에서 제거된 조직에 미생물막이 존재하는 것으로 나타났다. 미생물막이 있는 환자는 정상적인 섬모와 배상 세포 형태를 가진 미생물막이 없는 대조군과 달리 섬모와 배상 세포가 제거된 것으로 나타났다. 미생물막은 언급된 10명의 건강한 대조군 중 2명의 샘플에서도 발견되었다. 수술 중 배양에서 얻은 박테리아의 종은 각 환자 조직의 미생물막에 있는 박테리아 종과 일치하지 않았다. 즉, 박테리아가 존재했지만 음성이었다. 살아있는 동물에서 자라는 박테리아 세포를 구별하기 위해 알레르기 염증이 있는 조직을 염색하는 새로운 기술이 개발되고 있다.
연구에 따르면 치료 수준 이하의 β-락탐 항생제가 황색 포도구균에서 미생물막 형성을 유도하는 것으로 나타났다. 이 치료 수준 이하의 항생제는 농업에서 성장 촉진제로 항생제를 사용하거나 항생제 치료의 정상적인 과정에서 발생할 수 있다. 낮은 수준의 메티실린에 의해 유도된 미생물막 형성은 DNase에 의해 억제되었으며, 이는 치료 수준 이하의 항생제가 세포 외 DNA 방출을 유도함을 시사한다. 더욱이, 진화적 관점에서, 병원성 미생물에서 공유지의 비극의 생성은 협력자 집단이 멸종하거나 멸종할 때까지 병원성 박테리아의 야생형 '협력자'를 침입할 수 있는 유전공학적인 침입자을 통해 미생물막으로 야기되는 만성 감염에 대한 진보된 치료 방법을 제공할 수 있다. 이 과정에서 전체 중 '협력자와 그 박테리아'가 멸종할 것이다.

### 녹농균
녹농균은 다양한 유형의 미생물막 관련 만성 감염에 관여하기 때문에 일반적으로 사용되는 미생물막 모델이다. 이러한 감염의 예로는 낭포성 섬유증(CF) 환자의 만성 상처, 만성 중이염, 만성 전립선염, 만성 폐 감염이 있다. CF 환자의 약 80%가 만성 폐 감염을 가지고 있으며 주로 PMN으로 둘러싸인 비표면 부착 미생물막에서 자라는 녹농균에 의해 유발된다. 공격적인 항생제 치료에도 불구하고 감염은 여전히 존재한다. 특히 CF 환자의 흔한 사망 원인이기도 한데, 폐에 지속적인 염증을 유발하여 상처를 입히기 때문이다. CF 환자에서 초기 미생물막 발달을 치료하는 한 가지 치료법은 DNase를 사용하여 미생물막을 구조적으로 약화시키는 것이다.
녹농균의 미생물막 형성은 다른 박테리아와 함께 만성 상처 감염의 90%에서 발견되며, 이는 높은 치료 비용과 열악한 치유를 초래한다. 녹농균 치료에 따른 비용은 미국에서 매년 미화 250억 달러 이상으로 추산된다. 녹농균 감염을 최소화하기 위해 숙주 상피세포는 락토페린과 같은 항균 펩티드를 분비하여 미생물막 형성을 방지한다.

#### 폐렴구균
폐렴구균은 지역사회 획득 폐렴과 어린이와 노인의 수막염, HIV 감염자의 패혈증의 주요 원인이다. 폐렴구균이 미생물막에서 성장하면 산화 스트레스에 반응하고 능력을 유도하는 유전자가 구체적으로 발현된다. 미생물막의 형성은 펩타이드(CSP)를 자극하는 능력에 달려 있다. CSP는 정족수 감지 펩타이드로도 기능한다. 그것은 미생물막 형성을 유도할 뿐만 아니라 폐렴과 수막염의 독성을 증가시킨다.
이러한 독성의 개발과 미생물막 형성은 숙주의 방어에서 살아남기 위한 폐렴구균의 적응 과정이라는 주장이 있다. 특히, 숙주의 다형핵 백혈구는 침입하는 박테리아를 방어하기 위해 산화 폭발을 일으키며, 이 반응은 박테리아의 DNA를 손상시켜 박테리아를 죽일 수 있다. 미생물막에 있는 폐렴구균은 미생물막의 근처 세포에서 변형 DNA를 더 쉽게 흡수하여 DNA의 산화 손상을 재조합하는데 사용한다. 또한 Competent 폐렴구균은 non-competent cell(fratricide)을 파괴하는 효소(murein hydrolase)를 분비하여 DNA를 Competent 세포에서 잠재적으로 사용할 수 있도록 주변으로 방출할 수 있다.
곤충 항균 펩타이드 cecropin A는 단독으로 또는 항생제 nalidixic acid와 결합하여 플랑크톤성 및 고착성 미생물막 형성 요로병원성 대장균 세포를 파괴할 수 있으며, 생체 내(곤충 숙주 Galleria mellonella에서) 감염을 상승적으로 제거한다. 다중 표적 작용 메커니즘은 외막 투과화에 이어 유출 펌프 활동의 억제와 세포 외 및 세포내 핵산과의 상호작용에 의해 유발되는 미생물막 파괴를 포함한다.

### 대장균
대장균 미생물막은 많은 장 내 감염 질환을 유발한다. 대장균(ExPEC)의 장외 그룹은 요로 감염을 유발하는 비뇨기계를 공격하는 지배적인 박테리아 그룹이다. 이러한 병원성 대장균의 미생물막 형성은 복잡한 응집 구조로 인해 근절하기 어렵고, 공격적인 의학적 합병증, 입원율 증가 및 치료 비용 증가에 크게 기여한다. 대장균 미생물막의 발달은 의료 기기 관련 감염의 발달에 기여함으로써 병원에서 요로 감염(UTI)의 일반적인 주요 원인이다. 카테터 관련 요로 감염(CAUTI)은 카테터 내부에 병원성 대장균 미생물막의 형성으로 인해 가장 흔한 병원 획득 감염이다.

### 황색포도상구균
황색포도상구균 병원체는 피부와 폐를 공격하여 피부 감염과 폐렴을 유발할 수 있다. 또한, 황색포도상구균의 미생물막 감염 네트워크는 대식세포와 같은 면역 세포가 박테리아 세포를 제거하고 파괴하는 것을 방지하는 데 중요한 역할을 한다. 또한, 황색포도상구균과 같은 박테리아에 의한 미생물막 형성은 항생제 약물에 대한 내성을 발달시킬 뿐만 아니라 항균 펩타이드(AMP)에 대한 내부 내성을 발달시켜 병원체의 억제를 방지하고 생존을 유지하게 한다.

### 원생생물
보티셀라(vorticella)같은 원생생물 등이 주요하게 이를 형성한다.

## 용도 및 영향

### 의학
인간의 세균 감염의 약 2/3가 미생물막과 관련되어 있다고 제안된다. 미생물막 성장과 관련된 감염은 일반적으로 근절하기 어렵다. 이것은 대부분 성숙한 미생물막이 항균 내성과 면역 반응 회피를 나타내기 때문이다. 미생물막은 카테터, 인공 심장 판막 및 자궁 내 장치와 같은 이식 장치의 표면에 형성될 수 있다. 치료하기 가장 어려운 감염 중 일부는 의료 기기 사용과 관련된 감염이다.
생의학 장치 및 조직 공학 관련 제품의 산업은 이미 연간 1,800억 달러 규모이지만, 미생물 군집화로 계속해서 고통받고 있다. 아무리 정교하더라도 미생물 감염은 모든 의료 기기 및 조직 공학 구성에서 발생할 수 있다. 병원 내 감염의 60-70%는 생체 의료 기기 이식과 관련이 있다. 이로 인해 미국에서는 연간 200만 건의 사례가 발생하고 의료 시스템에 50억 달러 이상의 추가 의료 비용이 발생한다.
미생물막의 항생제 내성 수준은 미생물막이 아닌 박테리아보다 훨씬 더 크며 5,000배나 더 높을 수 있다. 미생물막의 세포외기질은 미생물막 구조로의 항생제 침투를 감소시킬 수 있고 항생제 내성에 기여할 수 있는 주요 인자 중 하나로 간주된다. 또한, 항생제에 대한 내성의 진화는 미생물막 생활 방식에 영향을 받을 수 있음이 입증되었다. 소량의 항생제와 함께 미생물막을 둘러싸고 있는 액체에 작은 전류를 도입하면 항생제 내성 수준을 미생물막이 아닌 박테리아 수준으로 낮출 수 있는 것으로 나타났다. 이것을 생체 전기 효과라고 한다. 자체적으로 작은 직류 전류를 가하면 미생물막이 표면에서 분리될 수 있다. 연구에 따르면 사용된 전류의 유형은 생체 전기 효과에 차이가 없었다.

### 산업
미생물막은 건설적인 목적으로도 활용할 수 있다. 예를 들어, 많은 하수 처리장에는 유기 화합물을 추출하고 소화하는 필터에서 성장한 미생물막을 폐수가 통과하는 2차 처리 단계가 포함된다. 이러한 미생물막에서 박테리아는 주로 유기물(BOD)의 제거를 담당하는 반면, 원생동물 및 로티퍼는 주로 병원체 및 기타 미생물을 포함한 부유 고형물(SS)의 제거를 담당한다. 완속 모래 필터는 식수로 호수, 샘 또는 강에서 지표수를 여과하는 것과 같은 방식으로 미생물막 개발에 의존한다. 우리가 깨끗한 물로 간주하는 것은 사실상 이러한 미세 세포 유기체의 폐기물이다. 미생물막은 오염된 바다나 해양 시스템에서 석유 오일을 제거하는 데 도움이 될 수 있다. 기름은 탄화수소 파괴 박테리아(HCB) 군집의 탄화수소 분해 활동에 의해 제거된다. 미생물막은 미생물 연료 전지(MFC)에서 복잡한 유기 폐기물 및 재생 가능한 바이오매스를 비롯한 다양한 출발 물질로부터 전기를 생성하는 데 사용된다. 미생물막은 생물침출 산업에서 금속 용해 개선과도 관련이 있다.

### 식품업
미생물막은 식물과 산업 공정에서 형성되는 능력으로 인해 여러 식품 산업에서 문제가 되었다. 박테리아는 물, 동물 분뇨 및 토양에서 장기간 생존하여 식물 또는 처리 장비에 미생물막을 형성할 수 있다. 미생물막의 형성은 표면을 가로지르는 열 흐름에 영향을 미치고 표면 부식 및 유체의 마찰 저항을 증가시킨다. 이는 시스템의 에너지 손실과 제품의 전반적인 손실로 이어질 수 있다. 경제적 문제와 함께, 식품의 미생물막은 균을 소독으로부터 보호하기 때문에 사람들에게 위험할 수 있다. 그 결과, 1996년부터 2010년까지 질병 통제 예방 센터(Center for Disease Control and Prevention)는 연간 4,800만 건의 식인성 질병을 추정했다. 미생물막은 미국에서 세균 감염의 약 80%와 관련이 있다.
농산물에서 미생물은 표면에 부착되고 미생물막은 내부적으로 발달한다. 세척 과정에서 균을 소독으로부터 보호하여 균이 농산물 전체에 퍼질 수 있도록 한다. 이 문제는 즉석 식품에서도 발견된다. 식품은 소비 전에 제한된 세척 절차를 거치기 때문이다. 유제품의 부패성 및 세척 절차의 제한으로 인해 박테리아가 축적되기 때문에 유제품은 미생물막 형성 및 오염을 유발한다. 박테리아는 제품을 더 쉽게 부패시킬 수 있고 오염된 제품은 소비자에게 건강 위험을 초래할 수 있다. 이는 다양한 산업에서 발견될 수 있고, 식인성 질병의 주요 원인인 살모넬라도 그러하다. 살모넬라 균주의 약 50%가 가금류 농장에서 미생물막을 생성할 수 있으므로 가금류 가공 산업에서 다량의 살모넬라 오염이 발견될 수 있다. 살모넬라 균은 가금류 제품을 제대로 세척하고 조리하지 않으면 식인성 질병의 위험을 높인다. 살모넬라는 해산물 자체와 수중에서 해산물 매개 병원체로부터 미생물막이 형성되는 해산물 산업에서도 발견된다. 새우 제품은 비위생적인 가공 및 취급 기술로 인해 일반적으로 살모넬라균의 영향을 받는다. 새우 및 기타 해산물 제품의 준비 과정은 제품에 박테리아가 축적될 수 있다.
이러한 공정에서 미생물막 형성을 줄이기 위해 새로운 형태의 세척 절차가 테스트되고 있으며 이는 보다 안전하고 생산적인 식품 가공 산업으로 이어질 것이다. 이러한 새로운 형태의 청소 절차는 환경에 심각한 영향을 미치며 종종 유독 가스를 지하수 저장소로 방출한다. 미생물막 형성을 제어하는 데 사용되는 공격적인 방법에 대한 대응으로 미생물막 분비 미생물의 증식 또는 부착을 방지할 수 있는 많은 새로운 기술과 화학 물질이 조사 중에 있다. 현저한 항미생물막 활성을 나타내는 최근 제안된 생체분자에는 세균성 람노지질(rhamnolipid), 심지어 식물, 동물 유래 알칼로이드와 같은 다양한 대사 산물이 포함된다.

### 양식업
조개류와 조류 양식에서 생물 부착 미생물은 그물과 새장을 막는 경향이 있으며 궁극적으로 공간과 음식에 대해 양식 종을 압도한다. 박테리아 미생물막은 생물 부착 종에 더 유리한 미세 환경을 생성하여 균락화 과정을 시작한다. 해양 환경에서 미생물막은 선박 및 프로펠러의 유체역학적 효율을 감소시키고 파이프라인 막힘 및 센서 오작동을 일으키며 해수에 배치되는 기기의 중량을 증가시킬 수 있다. 많은 연구에서 미생물막이 민물 양식에서 잠재적으로 병원성 박테리아의 저장소가 될 수 있음을 보여주었다. 앞서 언급했듯이 미생물막은 항생제나 화학물질을 고용량으로 사용하더라도 제거하기 어려울 수 있다. 미생물막이 세균성 어류 병원체의 저장소로서 수행하는 역할은 자세히 조사되지 않았지만 확실히 연구할 가치가 있다.

## 수평적 유전자 전달
수평적 유전자 전달은 세포 유기체 사이의 유전 물질 전달 방법이다. 원핵 생물에서 자주 발생하고 진핵 생물에서는 덜 발생한다. 박테리아에서 수평적 유전자 전달은 형질전환(환경에서 자유 부유 DNA의 흡수), 형질도입(바이러스 매개 DNA 흡수) 또는 접합(두 인접 박테리아의 선모 구조 사이의 DNA 전달)을 통해 발생할 수 있다. 최근 연구에서는 막 소포 전달 또는 유전자 전달제와 같은 다른 메커니즘도 밝혀냈다. 미생물막은 다양한 방식으로 수평적 유전자 전달을 촉진한다.
미생물막은 접합을 촉진하여 많은 미생물막의 다양한 이질성으로 인해 종종 종간 이동을 촉진한다. 또한, 미생물막은 다당류 매트릭스에 의해 구조적으로 제한되어 접합을 위한 긴밀한 공간 요구 사항을 제공한다. 형질전환은 미생물막에서도 자주 관찰된다. 박테리아 자가분해는 미생물막 구조 조절의 핵심 메커니즘으로, 변형 흡수를 위해 준비된 유능한 DNA의 풍부한 소스를 제공한다. 어떤 경우에는 미생물막 간 정족수 감지가 자유 부동 eDNA의 능력을 향상시켜 형질전환을 더욱 촉진할 수 있다. 박테리오파지 운반체를 통한 Stx 유전자 전달은 미생물막 내에서 목격되었으며, 이는 미생물막이 형질도입에 적합한 환경임을 시사한다. 막 소포 HGT는 방출된 막 소포(유전 정보 포함)가 수용 박테리아와 융합하고 유전 물질을 박테리아의 세포질로 방출할 때 발생한다. 최근 연구에 따르면 막 소포 HGT가 단일 균주 미생물막 형성을 촉진할 수 있지만 막 소포 HGT가 다중 균주 미생물막 형성에서 수행하는 역할은 아직 알려져 있지 않다. GTA 또는 유전자 전달제는 숙주 박테리아에 의해 생성되는 파지 같은 입자이며 숙주 박테리아 게놈에서 무작위 DNA 단편을 포함한다. 미생물막 내의 HGT는 미생물막 개체군 전체에 항생제 내성 또는 증가된 병원성을 부여하여 미생물막 항상성을 촉진할 수 있다.

### 예시
접합 플라스미드는 세포 접착을 촉진하는 PtgA, PrgB 또는 PrgC와 같은 미생물막 관련 단백질을 암호화 할 수 있다. 이는 조기 미생물막 형성에 필요하다. type III fimbriae를 암호화하는 유전자는 conjugative-pilus-dependent biofilm 형성을 촉진하는 pOLA52(Klebsiella pneumoniae plasmid)에서 발견된다.
변환은 일반적으로 미생물막 내에서 발생한다. 연쇄상구균 종에서 세포벽 분해 효소가 방출되어 이웃 박테리아를 용해하고 DNA를 방출하는 fratricide라는 현상을 볼 수 있다. 이 DNA는 살아남은 박테리아에 의해 흡수(변환)될 수 있다. 능력 자극 펩티드는 폐렴구균와 충치균 사이에서도 미생물막 형성에 중요한 역할을 할 수 있다. V. cholerae 중에서, 능력 pilus 자체는 미생물막 형성 초기에 pilus-pilus 상호 작용을 통해 세포 응집을 촉진한다.
파지 침입은 미생물막 수명 주기에서 역할을 할 수 있으며, 박테리아를 용해하고 eDNA를 방출하여 미생물막 구조를 강화하고, 형질전환 시 이웃 박테리아에 의해 흡수될 수 있다. E.coli phage Rac 및 P.aeruginosa prophage Pf4에 의한 미생물막 파괴는 미생물막에서 세포의 분리를 유발한다. 이와 같은 세포 박리는 더 많은 연구가 필요한 미생물막 관련 현상이지만, 미생물막을 구성하는 박테리아 종을 증식시키는 것으로 가정된다.
막 소포 HGT는 임균, 녹농균, 위나선균 및 기타 많은 박테리아 종 중에서 해양 환경에서 발생하는 것으로 목격되었다. 막 소포 HGT가 미생물막 형성에 기여하는 인자로 밝혀졌음에도 불구하고 막 소포 매개 HGT가 미생물막 내에서 발생한다는 것을 증명하기 위해서는 여전히 연구가 필요하다. 막 소포 HGT는 Bacillus subtilis SPP1 파지 내성 세포(SPP1 수용체 단백질 결핍)에서 파지-박테리아 상호작용을 조절하는 것으로 나타났다. 수용체를 포함하는 소포에 노출되면 pBT163(cat-encoding plasmid)의 형질도입이 발생하여 SPP1 수용체 단백질의 발현을 유발하여 수용 박테리아가 후의 파지 감염에 노출될 수 있다.
최근 연구에 따르면 고세균 종 H.volcanii는 세포-세포 접촉을 필요로 하고 세포질 가교 및 세포 융합 이벤트의 형성을 수반하는 분화 및 HGT와 같은 박테리아 미생물막과 유사한 일부 미생물막 표현형을 가지고 있다.

## 같이 보기
- 활성슬러지공법
- 미생물
- 스트로마톨라이트